# Otteius
Otteius is een geslacht van rechtvleugeligen uit de familie krekels (Gryllidae). De wetenschappelijke naam van dit geslacht is voor het eerst geldig gepubliceerd in 2009 door Koçak & Kemal.

## Soorten
Het geslacht Otteius omvat de volgende soorten:
- Otteius caymani Otte & Perez-Gelabert, 2009
- Otteius gibaraensis Ruíz-Baliú & Otte, 1997
- Otteius glaber Bonfils, 1981
- Otteius thoracicus Saussure, 1874
- Otteius velutinus Bonfils, 1981